# Dolichopus bigeniculatus
Dolichopus bigeniculatus är en tvåvingeart som beskrevs av Octave Parent 1926. Dolichopus bigeniculatus ingår i släktet Dolichopus och familjen styltflugor. Inga underarter finns listade i Catalogue of Life.